# Commonwealth Games 2022/Bowls – Einzel (Frauen)
Das Einzel der Frauen im Bowls bei den Commonwealth Games 2022 wurde vom 29. Juli bis 1. August 2022 ausgetragen. Im Finale konnte sich die australische Spielerin Ellen Ryan gegen Lucy Beere aus Guernsey mit 21:17 durchsetze.

## Format
Die 18 Spielerinnen wurden in vier Gruppen aufgeteilt, zwei mit jeweils fünf Athletinnen, zwei mit jeweils vier. In diesen spielte jede Spielerin einmal gegen jede andere und die jeweils beiden Gruppenbesten qualifizierten sich für das Viertelfinale. Von dort an wurde im K.-o.-System die Commonwealth-Siegerin ermittelt.

## Gruppenphase

### Gruppe A
| Athleten          | Spiele | gew. | unent. | verl. | Pkt. gew. | Pkt verl. | Pkt diff. | Punkte |
| ----------------- | ------ | ---- | ------ | ----- | --------- | --------- | --------- | ------ |
| Siti Zalina Ahmad | 4      | 4    | 0      | 0     | 84        | 55        | +29       | 12     |
| Katelyn Inch      | 4      | 3    | 0      | 1     | 83        | 66        | +17       | 9      |
| Amy Pharaoh       | 4      | 2    | 0      | 2     | 71        | 61        | +10       | 6      |
| Shermeen Lim      | 4      | 1    | 0      | 3     | 58        | 82        | −24       | 3      |
| Olivia Buckingham | 4      | 0    | 0      | 4     | 52        | 84        | −32       | 0      |

| Athlet 1                 | Ergebnis                | Athlet 2                |
| 29. Juli 2022, 8:30 Uhr  | 29. Juli 2022, 8:30 Uhr | 29. Juli 2022, 8:30 Uhr |
| ------------------------ | ----------------------- | ----------------------- |
| Siti Zalina Ahmad        | 21:70                   | Olivia Buckingham       |
| Katelyn Inch             | 21:17                   | Shermeen Lim            |
| 29. Juli 2022, 11:30 Uhr |                         |                         |
| Siti Zalina Ahmad        | 21:11                   | Amy Pharaoh             |
| Olivia Buckingham        | 19:21                   | Shermeen Lim            |
| 30. Juli 2022, 8:30 Uhr  |                         |                         |
| Katelyn Inch             | 21:10                   | Olivia Buckingham       |
| Amy Pharaoh              | 21:30                   | Shermeen Lim            |
| 30. Juli 2022, 11:30 Uhr |                         |                         |
| Katelyn Inch             | 21:18                   | Amy Pharaoh             |
| Siti Zalina Ahmad        | 21:17                   | Shermeen Lim            |
| 31. Juli 2022, 8:30 Uhr  |                         |                         |
| Katelyn Inch             | 20:21                   | Siti Zalina Ahmad       |
| Amy Pharaoh              | 21:16                   | Olivia Buckingham       |

### Gruppe B
| Athleten             | Spiele | gew. | unent. | verl. | Pkt. gew. | Pkt verl. | Pkt diff. | Punkte |
| -------------------- | ------ | ---- | ------ | ----- | --------- | --------- | --------- | ------ |
| Dee Hogan            | 4      | 3    | 0      | 0     | 84        | 43        | +41       | 12     |
| Laura Daniels        | 4      | 3    | 0      | 1     | 77        | 52        | +25       | 9      |
| Shauna O’Neill       | 4      | 1    | 0      | 2     | 66        | 65        | +1        | 3      |
| Tania Choudry        | 4      | 1    | 0      | 3     | 61        | 75        | −14       | 3      |
| Daphne Arthur-Almond | 4      | 1    | 0      | 3     | 30        | 83        | −53       | 3      |

| Athlet 1                 | Ergebnis                | Athlet 2                |
| 29. Juli 2022, 8:30 Uhr  | 29. Juli 2022, 8:30 Uhr | 29. Juli 2022, 8:30 Uhr |
| ------------------------ | ----------------------- | ----------------------- |
| Dee Hogan                | 21:10                   | Tania Choudry           |
| Laura Daniels            | 21:20                   | Daphne Arthur-Almond    |
| 29. Juli 2022, 11:30 Uhr |                         |                         |
| Dee Hogan                | 21:14                   | Shauna O’Neill          |
| Daphne Arthur-Almond     | 21:20                   | Tania Choudry           |
| 30. Juli 2022, 8:30 Uhr  |                         |                         |
| Laura Daniels            | 21:10                   | Tania Choudry           |
| Shauna O’Neill           | 21:20                   | Daphne Arthur-Almond    |
| 30. Juli 2022, 11:30 Uhr |                         |                         |
| Laura Daniels            | 21:19                   | Shauna O’Neill          |
| Dee Hogan                | 21:50                   | Daphne Arthur-Almond    |
| 31. Juli 2022, 8:30 Uhr  |                         |                         |
| Laura Daniels            | 14:21                   | Dee Hogan               |
| Shauna O’Neill           | 12:21                   | Tania Choudry           |

### Gruppe C
| Athleten        | Spiele | gew. | unent. | verl. | Pkt. gew. | Pkt verl. | Pkt diff. | Punkte |
| --------------- | ------ | ---- | ------ | ----- | --------- | --------- | --------- | ------ |
| Shae Wilson     | 3      | 3    | 0      | 0     | 63        | 47        | +16       | 9      |
| Nooroa Mataio   | 3      | 1    | 0      | 2     | 48        | 48        | +0        | 3      |
| Litia Tikoisuva | 3      | 1    | 0      | 2     | 52        | 56        | −4        | 3      |
| Colleen Piketh  | 3      | 1    | 0      | 2     | 43        | 55        | −12       | 3      |

| Athlet 1                 | Ergebnis                | Athlet 2                |
| 29. Juli 2022, 8:30 Uhr  | 29. Juli 2022, 8:30 Uhr | 29. Juli 2022, 8:30 Uhr |
| ------------------------ | ----------------------- | ----------------------- |
| Shae Wilson              | 21:16                   | Litia Tikoisuva         |
| Colleen Piketh           | 21:14                   | Nooroa Mataio           |
| 29. Juli 2022, 11:30 Uhr |                         |                         |
| Shae Wilson              | 21:13                   | Nooroa Mataio           |
| Daphne Arthur-Almond     | 21:13                   | Colleen Piketh          |
| 29. Juli 2022, 8:30 Uhr  |                         |                         |
| Colleen Piketh           | 18:21                   | Shae Wilson             |
| Litia Tikoisuva          | 06:21                   | Nooroa Mataio           |

### Gruppe D
| Athleten             | Spiele | gew. | unent. | verl. | Pkt. gew. | Pkt verl. | Pkt diff. | Punkte |
| -------------------- | ------ | ---- | ------ | ----- | --------- | --------- | --------- | ------ |
| Lucy Beere           | 2      | 2    | 0      | 0     | 42        | 18        | +24       | 6      |
| Ellen Ryan           | 2      | 1    | 0      | 1     | 32        | 28        | +4        | 3      |
| Eunice Wambui Mbugua | 2      | 1    | 0      | 1     | 28        | 37        | −9        | 3      |
| Joran Kos            | 2      | 0    | 0      | 2     | 23        | 42        | −19       | 0      |

| Athlet 1                 | Ergebnis                | Athlet 2                |
| 29. Juli 2022, 8:30 Uhr  | 29. Juli 2022, 8:30 Uhr | 29. Juli 2022, 8:30 Uhr |
| ------------------------ | ----------------------- | ----------------------- |
| Lucy Beere               | 21:70                   | Joran Kos               |
| Ellen Ryan               | 21:70                   | Eunice Wambui Mbugua    |
| 29. Juli 2022, 11:30 Uhr |                         |                         |
| Lucy Beere               | 21:11                   | Ellen Ryan              |
| Eunice Wambui Mbugua     | 21:16                   | Joran Kos               |
| 29. Juli 2022, 8:30 Uhr  |                         |                         |
| Joran Kos                | 17:21                   | Ellen Ryan              |
| Eunice Wambui Mbugua     | 16:21                   | Lucy Beere              |

## Endrunde

### Viertelfinale
| Athlet 1                 | Ergebnis                 | Athlet 2                 |
| 31. Juli 2022, 17:00 Uhr | 31. Juli 2022, 17:00 Uhr | 31. Juli 2022, 17:00 Uhr |
| ------------------------ | ------------------------ | ------------------------ |
| Siti Zalina Ahmad        | 21:14                    | Nooroa Mataio            |
| Dee Hogan                | 09:21                    | Ellen Ryan               |
| Shae Wilson              | 21:11                    | Laura Daniels            |
| Lucy Beere               | 21:16                    | Katelyn Inch             |

### Halbfinale
| Athlet 1                  | Ergebnis                  | Athlet 2                  |
| 1. August 2022, 12:00 Uhr | 1. August 2022, 12:00 Uhr | 1. August 2022, 12:00 Uhr |
| ------------------------- | ------------------------- | ------------------------- |
| Siti Zalina Ahmad         | 15:21                     | Lucy Beere                |
| Ellen Ryan                | 21:17                     | Shae Wilson               |

### Spiel um Bronze
| Athlet 1                  | Ergebnis                  | Athlet 2                  |
| 1. August 2022, 15:30 Uhr | 1. August 2022, 15:30 Uhr | 1. August 2022, 15:30 Uhr |
| ------------------------- | ------------------------- | ------------------------- |
| Siti Zalina Ahmad         | 21:10                     | Shae Wilson               |

### Finale
| Athlet 1                  | Ergebnis                  | Athlet 2                  |
| 1. August 2022, 15:30 Uhr | 1. August 2022, 15:30 Uhr | 1. August 2022, 15:30 Uhr |
| ------------------------- | ------------------------- | ------------------------- |
| Lucy Beere                | 17:21                     | Ellen Ryan                |